# Stratton Mountain Lookout Tower
Pour les articles homonymes, voir Stratton.
La Stratton Mountain Lookout Tower est une tour de guet du comté de Windham, dans le Vermont, aux États-Unis. Construite vers 1934, cette structure en acier, haute d'environ 16,8 mètres, est située au sommet de Stratton Mountain, dans les montagnes Vertes. Protégée au sein de la forêt nationale de Green Mountain, elle est inscrite au Registre national des lieux historiques depuis le 17 juin 1992.